# براي شوب (كورنوال)
براي شوب (بالإنجليزية: Bray Shop)‏ هي قرية تقع في المملكة المتحدة في كورنوال.